# سيبيل سيلي
سيبيل سيلي (بالإنجليزية: Sybil Seely)‏ هي ممثلة أمريكية، ولدت في 2 يناير 1902 بلوس أنجلوس في الولايات المتحدة، وتوفيت في 26 يونيو 1984 بكولفر سيتي في الولايات المتحدة.

## أعمال

### أفلام
- (1920) أسبوع واحد
- (1920) الفزاعة
- (1920) جيران
- (1920) سجين 13
- (1921) القارب
- (1922) الشمال المتجمد

## وصلات خارجية
- سيبيل سيلي على موقع IMDb (الإنجليزية)
- سيبيل سيلي على موقع أول موفي (الإنجليزية)
- سيبيل سيلي على موقع قاعدة بيانات الأفلام السويدية (السويدية)
- سيبيل سيلي على موقع قاعدة بيانات الفيلم (الإنجليزية)